# Prins Piwi
Prins Piwi er en dansk børnefilm fra 1974, der er instrueret af Flemming Quist Møller. Møller har skrevet manuskriptet sammen med Anders Refn, Thomas Winding og Teit Jørgensen.
Den første del af filmen udspiller sig i landet Klynk, hvor Piverterne bor. Prins Piwi, der er landets kronprins, har fået fat i nogle udenlandske ugeblade, hvilket gør ham bekendt med begrebet lykke; noget som man i Klynk ikke kender til. Han rejser til Menneskenes Land for at forsøge at hente lykken, men det viser sig at være en større udfordring.
Den førte del af filmen, der foregår i Klynk, er lavet som tegnefilm, ligesom visse erindringssekvenser, mens delene i Menneskenes Land er realfilm, med Prins Piwi spillet af 5 forskellige maskerede børn. 

## Medvirkende
- Jesper Klein
- Kristian Hansen
- Olivia Hansen
- Grethe Sønck
- Katrine Jensenius
- Helle Ryslinge
- Niels Skousen
- Judy Gringer
- Britta Lillesøe
- Per Bentzon Goldschmidt
- Berrit Kvorning
- Niels Ufer
- Peter Ronild
- Suzanne Brøgger
- Lizzie Corfixen
- Asger Quist Møller
- Per Årman
- Morten Arnfred
- Kim Larsen
- Franz Beckerlee
- Wili Jønsson
- Søren Berlev
- Bente Frances
- Merete Irgens
- Mette Benthien
- Jørgen Ekberg
- Jens Oliver Henriksen
- Elith "Nulle" Nykjær Jørgensen
- Stig Møller Kleinfeld
- Hans Christian Ægidius
- Otto Brandenburg
- Arne Skovhus
- Niels Barfoed
- Hans Cordes
- Erik Bing
- Leif Mønsted
- L. de la Cour
- Søren Steen
- Jytte Abildstrøm
- Bodil Kjer
- Christian Sievert
- Pernille Grumme
- Allan de Waal
- Thomas Winding
- Morten Isbrand (inde i Prins Piwi)
- Simon Maltha (inde i Pins Piwi)

## Eksterne Henvisninger
- Prins Piwi på Internet Movie Database (engelsk)
- Prins Piwi på Filmdatabasen
- Prins Piwi på danskefilm.dk
- Prins Piwi på danskefilm.dk
- Prins Piwi på danskfilmogtv.dk
- Prins Piwi på AllMovie (engelsk)
- Prins Piwi på Turner Classic Movies (engelsk)
- Prins Piwi på The Movie Database (engelsk)